# Prosoeca obscura
Prosoeca obscura är en tvåvingeart som först beskrevs av John Obadiah Westwood 1835.  Prosoeca obscura ingår i släktet Prosoeca och familjen Nemestrinidae. Inga underarter finns listade i Catalogue of Life.